# Euchaetomeropsis
Euchaetomeropsis är ett släkte av kräftdjur. Euchaetomeropsis ingår i familjen Mysidae.
Kladogram enligt Catalogue of Life:
| Euchaetomeropsis | \| \| Euchaetomeropsis merolepis \| \| \| \| \| \| Euchaetomeropsis pacifica \| \| \| \| |
|                  | \| \| Euchaetomeropsis merolepis \| \| \| \| \| \| Euchaetomeropsis pacifica \| \| \| \| |
|                  | Euchaetomeropsis merolepis                                                               |
|                  |                                                                                          |
|                  | Euchaetomeropsis pacifica                                                                |
|                  |                                                                                          |